# 新神学者シメオン
新神学者シメオン（しんしんがくしゃシメオン、949年 – 1022年）は、中世の正教会の神学者、神秘思想家、聖人である。日本ハリストス正教会でも新神学者シメオンと呼称する。"Συμεών"は古典ギリシア語の再建音転写では「シュメオーン」となり、現代ギリシア語では「シメオン」となる。
記憶日はユリウス暦で3月12日、現在のグレゴリオ暦で2月25日であるが、ギリシャ正教会などではグレゴリオ暦を採用し、3月12日を記憶日とする。
神学者の称号をもつ聖人は、正教会においては、このシメオン（シュメオーン）のほか福音史家神学者イオアン（ヨハネ）、神学者グレゴリイ（ナジアンゾスのグレゴリオス）の3人にとどまる。教会の教義確立への功績が極めて高く評価される人物の一人であり、東西分裂以後の正教会の中世の理論家としては、グレゴリイ・パラマ（グレゴリオス・パラマス）と並ぶ意義をもつ。

## 生涯
シメオンは949年、パフラゴニアのガラティア（小アジア）で、地方の貴族の家に生まれた。12歳頃から叔父バシレイオスに連れられてコンスタティノポリスに上京し、その宮廷で教育された。14歳のとき彼は、ストゥディオス修道院の素朴な修道士である敬虔者シメオン（Symeon Eulabes 917-987年）と出会い、その後この老シメオンが若きシメオンの霊的師父となる。師父シメオンは彼に修道士マルコス（Markos 430年以降没）の論考『霊的な掟』（De lege spirituali）を読むようにと与えた。若きシメオンはこの著作の中に自分に深い印象を与える教えを見いだした。著作にはこう書かれていた。「霊的ないやしを求めるなら、あなたの良心に注意を払いなさい。良心があなたに語ることをすべて行いなさい。そうすれば、あなたにとって有益なことを見いだすでしょう」。。
シメオンはすぐに師のいる修道院に入ることを望んだが、27歳まで東ローマ帝国の官吏として10数年働くこととなった。そして977年に念願のストゥディオス修道院に入る。しかし、あまりに熱心なシメオンは仲間の修道者たちから受け入れられず、わずか数ヵ月で修道院長から追放されてしまう。師父シメオンは彼を隣の聖ママス修道院に託した。そこで980年、彼は司祭に叙階され31歳の若さで修道院長に選ばれる。
当時、聖ママス修道院は建物も修道者の霊性も朽ちかかっていたが、修道院長としてシメオンは約30年間にわたって修道院の再建と修道者の霊的刷新に取り組んだ。そして、自己の内面の完成にも精力的に取り組み、修道者たちを霊的指導した。その時になされた霊的講話が、彼の主要著作となり今に伝えられた。
しかし、この時期にも彼にとって波乱があった。一部の修道者たちの反乱が996年-998年のあいだに起こった。反乱者たちは総主教シシニオスの保護を求めて逃亡したが、総主教は彼らを追放に処した。この件は収まったが、またしても問題が生じる。ニコメディアの総主教であったステファノスとの間で1003年-1009年の7年間にわたって論争が生じたのだった。教会の位階制のもとでの信仰生活を重視するステファノスにとって、三位一体の神との親しい交わりを誰彼と区別なく指導するシメオンは教会の位階制への挑戦と受け取られた。シメオンにとっては、悔い改めによって神性の現存を意識的に感知することが重要であったのである。
だが、ステファノスに動かされた教会当局は、位階制に基づく権威より神との親しい個人的交わりを重視するシメオンに脅威を感じ、1009年にシメオンを追放処分にする。彼はビテュニアのクリュソポリスに上陸し、パルキトンという小さな町に隠遁する。そこで廃墟となっていた礼拝堂を見つけ、その横に聖マリナ修道院という名の小さな修道院を、弟子の寄進により建築する。その後、総主教セルギオス2世（在位1001－1019年）によって追放は解かれたが、彼はその地にとどまり、シメオンに同行してきた弟子たちへの指導と著述のうちに晩年を過ごし、彼の著作の多くはここで書かれた。新神学者シメオンは1022年3月12日その地で没した。
シメオンは、皇帝の保護政策と帝国の繁栄といった外的要因が助長した、当時の形式主義化されたキリスト教に対して、生きた経験に基づく信仰生活の本来の姿を取り戻そうとした。そのために彼が生きた霊性は、新奇な熱狂的なものではなく、東方の教父たちが継承してきた霊性の大きな流れに根ざしたものだった。

## 主な著作
- 『100の実践的・神学的主要則』 - 『中世思想原典集成<3> 後期ギリシア教父・ビザンティン思想』に所収。篠崎榮 訳、解説。
- 『教理講話』知泉学術叢書32　大森　正樹、谷　隆一郎 /訳
- 『神学的・倫理学的論考』
- 『神の愛への賛歌』
- 『書簡集』